# Elicura Chihuailaf
Elicura Chihuailaf Nahuelpan (Quechurehue, province de Cautín, Chili, 1952) est un écrivain, poète et orateur mapuche, considéré aujourd'hui comme l'un des poètes les plus célèbres du Chili. Il a remporté le prix national de littérature du Chili en 2020.
Son travail est principalement bilingue, en mapudungun et en espagnol. Son travail a été largement distingué. Le caractère fondateur de son œuvre a ouvert les portes à l'émergence de la poésie mapuche dans une manière moderne, écrite et bilingue. Son métier est l'obstétrique et il travaille dans le domaine de la littérature et de la culture depuis 1977. Il est considéré comme le plus important écrivain et poète mapuche. Son travail a été reconnu tant au Chili qu'à l'étranger, pour avoir construit des ponts interculturels entre les peuples, les langues et les cultures autochtones et non autochtones dans le monde entier.
Biographie:
Elicura Chihuailaf est né à Quechurehue, une localité située à 75 kilomètres à l’est de Temuco, appartenant à la commune de Cunco, dans la province de Cautín, région de l’Araucanie. Il traduit son prénom comme "Pierre transparente" et son nom de famille comme "Brume étendue sur un lac". Il est le fils des enseignants normalistes Carlos Chihuailaf Railef et Laura Nahuelpan, et fait partie d’une ancienne famille de loncos (chefs traditionnels) mapuches de la commune de Cunco. Cette famille comprend notamment Antonio Chihuailaf, fondateur de La Moderna Araucanía, et Andrés Chihuailaf, promoteur du Frente Único Araucano, tous deux frères aînés du père de l’écrivain.
Son enfance a constitué le noyau fondamental de son écriture. Il l’a vécue dans une région marquée par la ruralité et la cosmovision mapuche, comme il le raconte dans ses livres Recado confidencial a los chilenos (1999) et La vida es una nube azul (2016). Une intimité autour du fogón (le feu domestique), où il a appris l’art des récits (nütram) et les conseils des anciens (ngülam). Cet environnement imprègne son œuvre, caractérisée par des ambiances australes et des éléments de l’imaginaire mapuche. Ce besoin de manifester la richesse de sa culture, multiple dans sa singularité, a façonné sa condition d’"oraliteur", c’est-à-dire un véhicule de l’expression orale de sa culture, mais transposée à l’écrit.
Il a fait ses études primaires au Liceo Atenea de Cunco (où il inaugurera en 2011 la bibliothèque qui porte son nom). Il a poursuivi ses études secondaires au Liceo Pablo Neruda de Temuco et a été interne au Liceo de Hombres de la même ville.
Il a obtenu un diplôme de sage-femme à l'Université de Concepción, mais il n’a jamais exercé, s’étant consacré entièrement à son travail littéraire, culturel et éducatif.
Marié (en 2001, il avait quatre enfants), ses œuvres ont reçu de nombreuses distinctions ; certaines ont été traduites en plusieurs langues (allemand, croate, français, néerlandais, hongrois, anglais, italien, suédois). Il a été juré de prix littéraires (par exemple, celui de Casa de las Américas en 1994, catégorie Littératures autochtones) et a participé à divers festivals.
Son œuvre a été traduite en vingt langues : guaraní, basque, créole, néerlandais, portugais, français, anglais, grec, italien, allemand, hongrois, catalan, finnois, suédois, galicien, russe, estonien, arabe, asturien (bable) et chinois mandarin. Il a lui-même traduit, en collaboration, vers le mapudugun (langue mapuche) des auteurs et autrices de renom : Gabriela Mistral, Pablo Neruda, Víctor Jara et Alonso de Ercilla.
Il a été secrétaire général de l’Association des écrivains en langues autochtones d’Amérique (1997-2000) et membre du conseil d’administration de la Corporación NorAlinea, une organisation de défense des droits humains.
Il a été nommé pour le Prix national de littérature du Chili en 2016, qu’il a finalement remporté en 2020, devenant ainsi le premier poète mapuche à recevoir cette distinction.

Le poète
 

Le début de la carrière littéraire de Chihuailaf — qui a publié plusieurs ouvrages de poésie et de chroniques, en espagnol comme en mapudungun — commence avec la publication de la revue Poesía Diaria, que le poète a dirigée avec Guido Eytel, à Temuco, au début des années 1980.
« Le soir, nous écoutions des chants, des contes et des devinettes au bord du fogón, respirant l’arôme du pain cuit par ma grand-mère, ma mère ou ma tante María, tandis que mon père et mon grand-père — Lonko de la communauté — observaient avec attention et respect. Je parle de la mémoire de mon enfance, et non d’une société idyllique. C’est là, me semble-t-il, que j’ai appris ce qu’est la poésie. La grandeur de la vie quotidienne, mais surtout ses détails : l’éclat du feu, des yeux, des mains. »

— De sueños azules y contrasueños, Elicura Chihuailaf.
Son œuvre a été classée par la critique dans le courant ethnoculturel, en raison de sa volonté de sauvegarder la culture mapuche et de lui donner une lecture contemporaine. « L’espace poétique développé par Chihuailaf récupère la symbolique de la culture mapuche. Ainsi, le rêve y est présenté comme le moment où se manifeste la présence des ancêtres, et la couleur bleue comme la représentation de l’espace d’où "a émergé le premier esprit libre", selon les mots de Chihuailaf. Ces deux éléments configurent le territoire à partir duquel la poésie de l’auteur se connecte à ses racines et se projette dans le présent. »
En 1994, il organise, avec Jaime Valdivieso, le congrès Zugutrawn (réunion dans la parole), le premier rencontre de poètes chiliens et mapuches, à Temuco.
La même année, il reçoit son premier grand prix, celui du Conseil national du livre et de la lecture, pour son recueil De sueños azules y contrasueños, qui sera publié l’année suivante par les Éditions universitaires du Chili.
Il a aussi été anthologiste et a traduit en mapudungun des auteurs comme Pablo Neruda (notamment Todos los cantos / Ti kom vi) et Víctor Jara (Canto libre / Lliz vlkantun), entre autres. Il a dirigé la revue d’art mapuche bilingue Kallfvpllv / Espíritu Azul. Plusieurs de ses œuvres ont été illustrées par le graveur chilien Santos Chávez.
En Amérique, il a été invité à lire sa poésie dans divers pays : Argentine, Colombie, Venezuela, Brésil, Cuba, Bolivie, Nicaragua, Mexique, États-Unis et Canada. Il a aussi participé à des événements prestigieux comme la Foire internationale du livre de Guadalajara (1999, 2011), le VIe Festival de Poésie Les Langues de l’Amérique (2010), la Foire du livre du Palais de Minería (2010), le 8e Festival mondial de poésie de Caracas (2011) et la Foire internationale du livre de La Havane (2008).
En Europe, il s’est produit en Suède (Stockholm, Göteborg), aux Pays-Bas (Rotterdam, Amsterdam, La Haye), en France (Paris, Marseille, Montpellier), en Belgique, Italie, Espagne, Roumanie, Angleterre (Manchester, Leyden), Pologne (Varsovie) et Autriche. Parmi les événements marquants figurent le 2e Festival de Poésie de Las Palmas de Gran Canaria, la rencontre Nuestro Norte es el Sur à Melbourne, Australie (2004), le Parma Poesia Festival en Italie (2010), le Festival de littérature latino-américaine à Marseille (2012), et la Biennale de Sydney (2020).